# Tầng Bashkiria
| Hệ/ Kỷ                                 | Thống/ Thế   | Bậc/ Kỳ   | Tuổi (Ma) | Tuổi (Ma) |
| -------------------------------------- | ------------ | --------- | --------- | --------- |
| Permi                                  | Cisural      | Assel     | trẻ hơn   | trẻ hơn   |
| Carbon                                 | Pennsylvania | Gzhel     | 298.9     | 303.7     |
| Carbon                                 | Pennsylvania | Kasimov   | 303.7     | 307.0     |
| Carbon                                 | Pennsylvania | Moskva    | 307.0     | 315.2     |
| Carbon                                 | Pennsylvania | Bashkiria | 315.2     | 323.2     |
| Carbon                                 | Mississippi  | Serpukhov | 323.2     | 330.9     |
| Carbon                                 | Mississippi  | Visé      | 330.9     | 346.7     |
| Carbon                                 | Mississippi  | Tournai   | 346.7     | 358.9     |
| Devon                                  | Muộn         | Famenne   | già hơn   | già hơn   |
| Phân chia kỷ Carbon theo ICS năm 2017. |              |           |           |           |

Tầng Bashkiria là tầng động vật đầu tiên trong số bốn tầng của thế Pennsylvania trong kỷ Than Đá. Nó kéo dài từ khoảng 318,1±1,3 triệu năm trước (Ma) tới 311,7±1,1 Ma. Đứng trước nó là tầng Serpukhov và đứng sau nó là tầng Moskva. Tên gọi của tầng này được đặt theo tên gọi cũ của Cộng hòa Bashkortostan thuộc Liên bang Nga là Bashkiria (Башкирия).
GSSP chính thức của ICS nằm tại hẻm núi Arrow, Nevada, Hoa Kỳ. Mốc đánh dấu sự bắt đầu của tầng này là thời điểm xuất hiện lần đầu tiên của loài động vật răng nón có danh pháp Declinognathodus nodiliferus. Mốc đánh dấu sự kết thúc của tầng này vẫn chưa được quyết định nhưng một số nhà địa chất coi đó là thời điểm xuất hiện lần đầu tiên của loài động vật răng nón có danh pháp Declinognathodus donetzianus và/hoặc Idiognathoides postsulcatus và loài trùng thoi có danh pháp Aljutovella aljutovica (thuộc bộ Trùng thoi (Fusulinida), ngành Trùng lỗ (Foraminifera)).